# Warburgia elongata
Warburgia elongata är en tvåhjärtbladig växtart som beskrevs av Verdcourt. Warburgia elongata ingår i släktet Warburgia och familjen Canellaceae. Inga underarter finns listade.